# Santa Maria (Isabela)
Santa Maria è una municipalità di quinta classe delle Filippine, situata nella Provincia di Isabela, nella Regione della Valle di Cagayan.
Santa Maria è formata da 20 baranggay:
- Bangad
- Buenavista
- Calamagui East
- Calamagui North
- Calamagui West
- Divisoria
- Lingaling
- Mozzozzin North
- Mozzozzin Sur
- Naganacan
- Poblacion 1
- Poblacion 2
- Poblacion 3
- Quinagabian
- San Antonio
- San Isidro East
- San Isidro West
- San Rafael East
- San Rafael West
- Villabuena